# Ceratonereis rolasiensis
Ceratonereis rolasiensis är en ringmaskart som först beskrevs av Augener 1918.  Ceratonereis rolasiensis ingår i släktet Ceratonereis och familjen Nereididae. Inga underarter finns listade i Catalogue of Life.